# Getback
Pour les articles homonymes, voir Get Back (homonymie).
Albums de Little Brother
The Commercial Free EP
(2006) Leftback
(2010)
Singles
1. Good Clothes
Sortie : 9 octobre 2007

Getback est le troisième album studio de Little Brother, sorti le 23 octobre 2007.
Pour cet opus, Little Brother a fait appel à plusieurs producteurs, en plus de 9th Wonder, parmi lesquels Nottz avec qui ils avaient déjà collaboré sur l'album Soldiers of Fortune du collectif Justus League, Illmind qui avait participé à leurs mixtapes, Hi-Tek et Denaun Porter.
L'album s'est classé 18e au Top R&B/Hip-Hop Albums et 89e au Billboard 200.

## Liste des titres
| No  | Titre                                                      | Contient un (des) sample(s) de            | Durée |
| --- | ---------------------------------------------------------- | ----------------------------------------- | ----- |
| 1.  | Sirens (featuring Carlitta Durand)                         | I Just Want to Celebrate de Rare Earth    | 4:12  |
| 2.  | Can't Win For Losing                                       |                                           | 4:20  |
| 3.  | Breakin' My Heart (featuring Lil Wayne)                    | Dont Go Breaking My Heart de Tamiko Jones | 4:27  |
| 4.  | Good Clothes                                               | Love Is in the Air de Rose Royce          | 4:38  |
| 5.  | After the Party (featuring Carlitta Durand)                |                                           | 4:53  |
| 6.  | ExtraHard                                                  | Dark Side of the World de Marvin Gaye     | 4:09  |
| 7.  | Step It Up (featuring Dion)                                |                                           | 3:30  |
| 8.  | Two-Step Blues (featuring Darien Brockington et S. Graham) |                                           | 3:42  |
| 9.  | That Ain't Love (featuring Jozeemo)                        | Is This Love de Junior                    | 4:24  |
| 10. | Dreams                                                     | Turn This Mutha Out de MC Hammer          | 3:46  |
| 11. | When Everything Is New                                     |                                           | 6:32  |

| 12. | The Getaway |  |

| 13. | Next Day |  |

| 14. | System (featuring Tone Trezure) |  |